# Papyrus 88
Papyrus 88 (nummering volgens Gregory-Aland), of {\displaystyle {\mathfrak {P}}}88X, is een oud, Grieks handschrift op papyrus van het Nieuwe Testament. Het bevat de tekst van Marcus 2:1-26. Op grond van schrifttype is het gedateerd als 4e-eeuws.
Het wordt bewaard in de Università Cattolica del Sacro Cuore (P. Med. Inv. no. 69.24) in Milaan.

## Tekst
De Griekse tekst van deze codex is gemengd. Aland plaatst het in Category III.